# 6236 Mallard
A 6236 Mallard (ideiglenes jelöléssel 1988 WF) a Naprendszer kisbolygóövében található aszteroida. Oohira fedezte fel 1988. november 29-én.